# 賽德斯海崖
賽德斯海崖（英語：Siders Bluff），是南極洲的海崖，位於維多利亞地的彭內爾海岸，處於托賓山的西北端，屬於梅薩山脈的一部分，由俄亥俄州立大學的地質學會命名，現時由南極條約體系管理。